# Capparales
Capparales is een botanische naam, voor een orde van bloeiende planten: de naam is gevormd uit de familienaam Capparaceae. Een orde onder deze naam wordt zo af en toe erkend door systemen van plantentaxonomie, maar niet door het APG-systeem (1998) en het APG II-systeem (2003).
De naam werd in het Cronquist systeem (1981) gebruikt voor een orde, in de onderklasse Dilleniidae, met de volgende samenstelling:
- orde Capparales
  - familie Brassicaceae (of Cruciferae)
  - familie Capparaceae
  - familie Moringaceae
  - familie Resedaceae
  - familie Tovariaceae

In APG II worden deze planten veelal ingedeeld in de orde Brassicales (de familie Capparaceae maakt daar deel uit van de Brassicaceae).